# Ceferino Carnacini

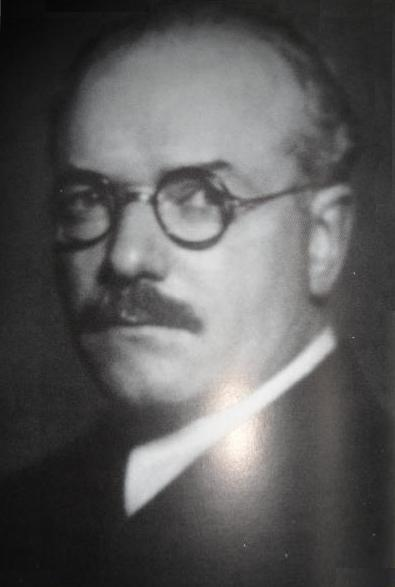
Ceferino Carnacini.

Ceferino Carnacini (Buenos Aires, 10 de abril de 1888 - Villa Ballester, 18 de marzo de 1964), fue un pintor y grabador argentino.
Nació en el barrio de La Boca, hijo del matrimonio conformado por Luis Carnacini y María Schiavi, de origen veneciano. En 1900 la familia decide regresar a Italia.
Tuvo 4 hermanos Orlando L Carnacini, Santos Carnacini, Mercedes Carnacini y Constanto Carnacini
Casado con Teresa Crucet, con quien tuvo dos hijos, Orlando Horacio Carnacini y Raquel Carnacini 
[Nietos] María Cristina Carnacini, Orlando Carnacini y Susana Carnacini

## Formación
Mientras trabajaba con sus padres en el campo, estudiaba Artes Aplicadas los domingos por la mañana. Así comenzó su aprendizaje en la pintura.
Sus estudios artísticos los realizó en Verona (Italia). Por ser el alumno más avanzado de su clase fue premiado con un Diploma de Honor. Regresó a Buenos Aires y a los dieciocho años de edad ingresó a la Academia de Bellas Artes, teniendo como maestro a Reynaldo Giudici, Ernesto de la Cárcova y Carlos Ripamonte. Junto a este último, a Fernando Fader, Cesáreo Bernaldo de Quirós y Pío Collivadino, el escultor Antonio Dresco -entre otros- integró, en 1907, el Grupo Nexus.

## Docencia y exposiciones
En 1908 es ya profesor de pintura, y dos años después recibe la Medalla de Oro de la Exposición Internacional del Centenario, luego el "Premio Roma" y una beca a Roma, Italia para estudiar con Giulio Arístide Sartorio. Ya en 1914 realiza su primera exposición en la Galería Witcomb y durante cincuenta años expone regularmente. En 1915 participa en la "Panama Pacific International Exposition of San Francisco", en los Estados Unidos, donde es premiado con medalla de plata por su obra “Día Grís” adquirida después por el Museo Nacional de Bellas Artes.

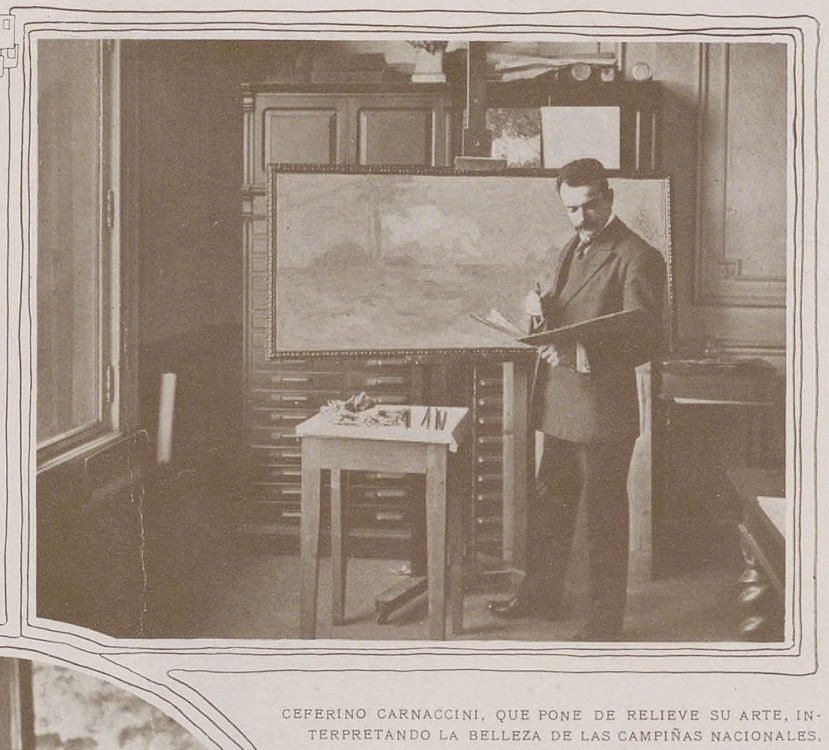
Ceferino Carnacini en 1917

El 1 de julio de 1933, la revista Caras y Caretas, publica una nota: "Ceferino Carnacini, pintor que realiza su obra con honradez y pulcritud, nos prueba en su actual exposición que su personalidad está afianzada. Los paisajes que exhibe en la Galería Witcomb constituyen un hermoso conjunto, y cada uno revela el dominio que de la línea y el color posee el artista, y la emoción que lo alentó en la tarea, realizada silenciosamente, como todas las suyas". Las imágenes incluyen tres de las obras exhibidas: "Últimos rayos", "Iglesia de Humahuaca" y "Fiesta en Luján".
Envíos a salones, exposiciones individuales, numerosos premios y distinciones, se alternan entonces con cátedras en la Facultad de Ciencias Exactas de la Universidad de Buenos Aires, la Academia de Bellas Artes, en las Escuela Nacional de Bellas Artes Prilidiano Pueyrredón y Escuela Nacional de Bellas Artes Manuel Belgrano.
Una de sus pinturas, "El Pueblo Quiere Saber de qué se Trata", fue reproducida por el Banco Central de la República Argentina en el billete de Cinco Pesos "Moneda Nacional", en conmemoración del sesquicentenario de la Revolución de Mayo y más tarde en el de Un Millón de Pesos "Ley Nº 18188", en 1981

## Escuela artística
Su obra es de carácter post-impresionista y trabajó con igual maestría el óleo y la témpera, su temática preferida fue el paisaje pero también fue un excelente retratista y hasta desarrolló algunos bodegones. Fue un finísimo pintor de flores, pintó animales que más tarde fueron incorporados al paisaje y su dominio del dibujo le permitió cambiar el lápiz por el buril para convertirse en consumado grabador.

## Semblanza
El pintor y crítico de arte argentino José León Pagano fue el que primero destacó su obra: "Pocos artistas pusieron mayor empeño en la consecución de un arte propio, nacional, inconfundiblemente argentino" y fue también el primero que destacó la humildad del artista, esa condición ética que desgraciadamente muchos han dejado de lado. Rafael Squirru lo señala como uno de los fundadores de la Escuela de Buenos Aires: "Toda la obra de Carnacini está signada por una gran seriedad. Se trata de un espíritu que es opuesto a la frivolidad. Carnacini no parece salirse nunca de ciertos cánones de belleza que, partiendo de su formación europea, lo enfrenta con ojos sinceros a una realidad americana cuya grandeza en ningún momento se le escapa".
Durante cincuenta años vivió en Villa Ballester (provincia de Buenos Aires), lugar que sirvió de inspiración para muchos de sus paisajes, -ya que en las primeras décadas del siglo XX era una villa de descanso, con algunas quintas y mansiones, y grandes extensiones de campo-. Tuvo como vecino a quien fuera uno de sus maestros y colega, el pintor Carlos Ripamonte.
También fue un viajero incansable, recorrió los más diversos puntos de la Argentina y plasmó de manera inconfundible sus variados paisajes.

## Homenajes y reconocimientos
El 30 de octubre de 1970 se inauguró la Pinacoteca Ceferino Carnacini en la Escuela Nº 34, ubicada en la Calle 71 (América) 151 de esta localidad, que lamentablemente cerraría sus puertas al público algunos años más tarde.
En 1988, al cumplirse el centenario de su nacimiento, se realizó una exposición en su 
homenaje en Colección Alvear.
En la casa donde vivió la mayor parte de su vida, una construcción del año 1914, mezcla de estilo normando y pintoresquismo, desde 2007 se sitúa el Museo Casa Carnacini, en recuerdo de uno de los personajes más ilustres que tuvo la ciudad.
El 11 de abril de 2008, con motivo de cumplirse el 120.º aniversario de su nacimiento, la Municipalidad de General San Martín y la empresa TBA organizaron una exposición homenaje en el hall central de la estación Retiro, del ex Ferrocarril Bartolomé Mitre. El público pudo apreciar fotografías inéditas de las antiguas fisonomías de Villa Ballester, San Martín, y del barrio porteño de Retiro, capturadas por el artista.